# قلام يوتاوي
القُلام اليوتاوي (باللاتينية: Sarcocornia utahensis) نوع نباتي ينتمي إلى جنس القلام من الفصيلة القطيفية.

## الموئل والانتشار
موطنه ولاية يوتا الأمريكية.

## الوصف النباتي
نبات عصاري.